# Fanny Rozet
Pour les articles homonymes, voir Rozet.
Fanny Rozet née Stéphanie Amélie Mismaque le 13 juin 1881 à Paris, dans le  17e arrondissement, et morte le 9 mars 1958 à Versailles est une sculptrice française.

## Biographie

### Famille
Fanny Rozet est née Stéphanie Amélie Mismaque au 6, rue de la Michodière à Paris en 1881, fille de Diane Marie Mismaque, dite Maria Mismaque. Son père, le sculpteur René Rozet, la reconnaît lors de son mariage avec Maria Mismaque en 1895. Les parents reconnaissent à cette occasion deux autres enfants nés de leur union avant mariage : Max Mismaque (né en 1882) qui portera le nom de Max Rozet et deviendra artiste peintre, et Carmen Lelia Mismaque (puis Rozet) (1884-1962) qui suivra la même voie artistique.

### Carrière
Fanny Rozet devient membre de l'Union des femmes peintres et sculpteurs. L'association demande alors l'accès des femmes à l'École des beaux-arts de Paris, réservée uniquement aux artistes masculins. En 1896, elle est la première femme sculpteur à être acceptée à l'École. Elle y devient élève du sculpteur Laurent Marqueste. Celui-ci sera un de ses témoins lors du mariage de Fanny en 1916 avec Albert Philippe. Elle est admise en loge en 1909 pour le prix de Rome en 1905 mais sa candidature ne va pas au-delà de l' « examen préparatoire ».
À partir de 1904, l'artiste expose au Salon des artistes français à Paris. Cette même année, elle y reçoit une mention honorable, en 1924 elle reçoit une médaille de bronze, en 1923 une autre mention honorable et en 1926, une médaille d'argent pour les arts appliqués. Elle y est sociétaire. En 1922 elle reçoit le prix de sculpture de l'Union des femmes peintres et sculpteurs.
Fanny Rozet a travaillé avec des matériaux tels que le bronze, l'ivoire, la terre cuite, la céramique, le plâtre et le bois. Ses œuvres, dont des sculptures, des objets décoratifs et des lampes de style Art déco ont été éditées et commercialisées par les éditeurs d'art Arthur Goldscheider, Susse Frères, Eyffinger et Marquet, Edmond Etling et Les Neveux de Jules Lehmann.

## Œuvres
- Tête à la Colombe, Musée Cantini (Marseille)[9].
- Pas de L'Écharpe[10].
- Femme Mangbetou porteuse d'eau[réf. nécessaire].
- Une charmeuse de serpent, 1900[réf. nécessaire].
- Pierrot et Colombine amoureux[réf. nécessaire].
- Danseuse à l’écharpe[réf. nécessaire].
- Masque russe, en collaboration avec Henri Chaumeil[réf. nécessaire].
- Danseuse Javanaise[réf. nécessaire].
- Deux jeunes marquises en conversation[réf. nécessaire].
- Danseuse a l'éventail[réf. nécessaire].
- Proposition[réf. nécessaire].
- Vieille danse[réf. nécessaire].